# プラズマ宇宙論
プラズマ宇宙論（プラズマうちゅうろん、英語: Plasma Cosmology）とは、宇宙論の一種で、宇宙的スケールの現象は重力だけではなく、宇宙の全バリオン物質の99.9%を占める電気伝導性の気体プラズマの運動に起因する、巨大な電流と強力な磁場の影響を大きく受けているとする。そして電磁気力と重力の相互作用によって、壮大な現象を説明できると主張する。主としてプラズマ物理学の基本である電磁流体力学 (MagnetoHydroDynamics: MHD)の上に立脚した理論である。
プラズマ宇宙論はビッグバン理論と比較して、銀河の回転曲線問題を暗黒物質という仮定の物質を持ち出すことなく簡潔に説明できる(#銀河形成と回転曲線問題)。さらに、近年発見されたヘルクレス座・かんむり座グレートウォール、U1.27といった宇宙構造体の成り立ちを説明する際、現行のビッグバン宇宙論（およびそこから発展した理論）では存在自体が矛盾してしまう程巨大な宇宙の大規模構造も、プラズマ宇宙論では矛盾無く説明できる。しかしながら、プラズマ宇宙論は宇宙マイクロ波背景放射の観測事実をうまく説明できていない(#マイクロ波背景放射)。そのため、現時点では標準的な理論とみなされていない。

## 概要

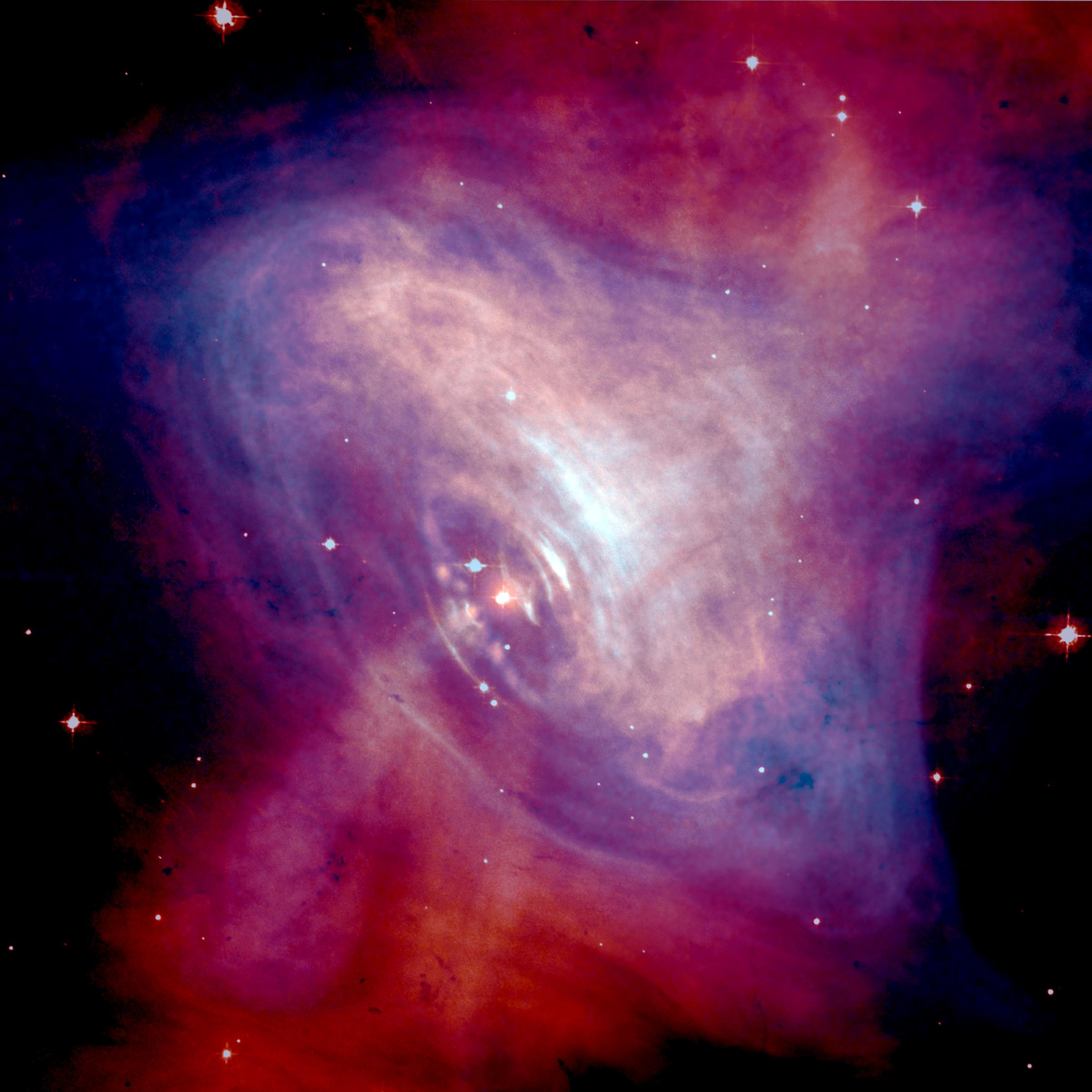
巨大な単極発電機。X線宇宙望遠鏡「チャンドラ」によって撮影されたカニ星雲 (crab nebula)。光速の半分という非常に速い速度で高エネルギープラズマの風（パルサー風）を吹き出している。その原因は中央にある中性子星である。極めて大きな磁場を帯び1秒間で数万回の超高速回転する中性子星は、宇宙の巨大な単極発電機である。熱心に研究されている星雲の一つであるが、100%に近い効率を持つと言われる電磁流体加速、降着円盤なしでのジェット形成など解明できていない問題はかなりある。ここにもフィラメント構造が特徴的に映っている

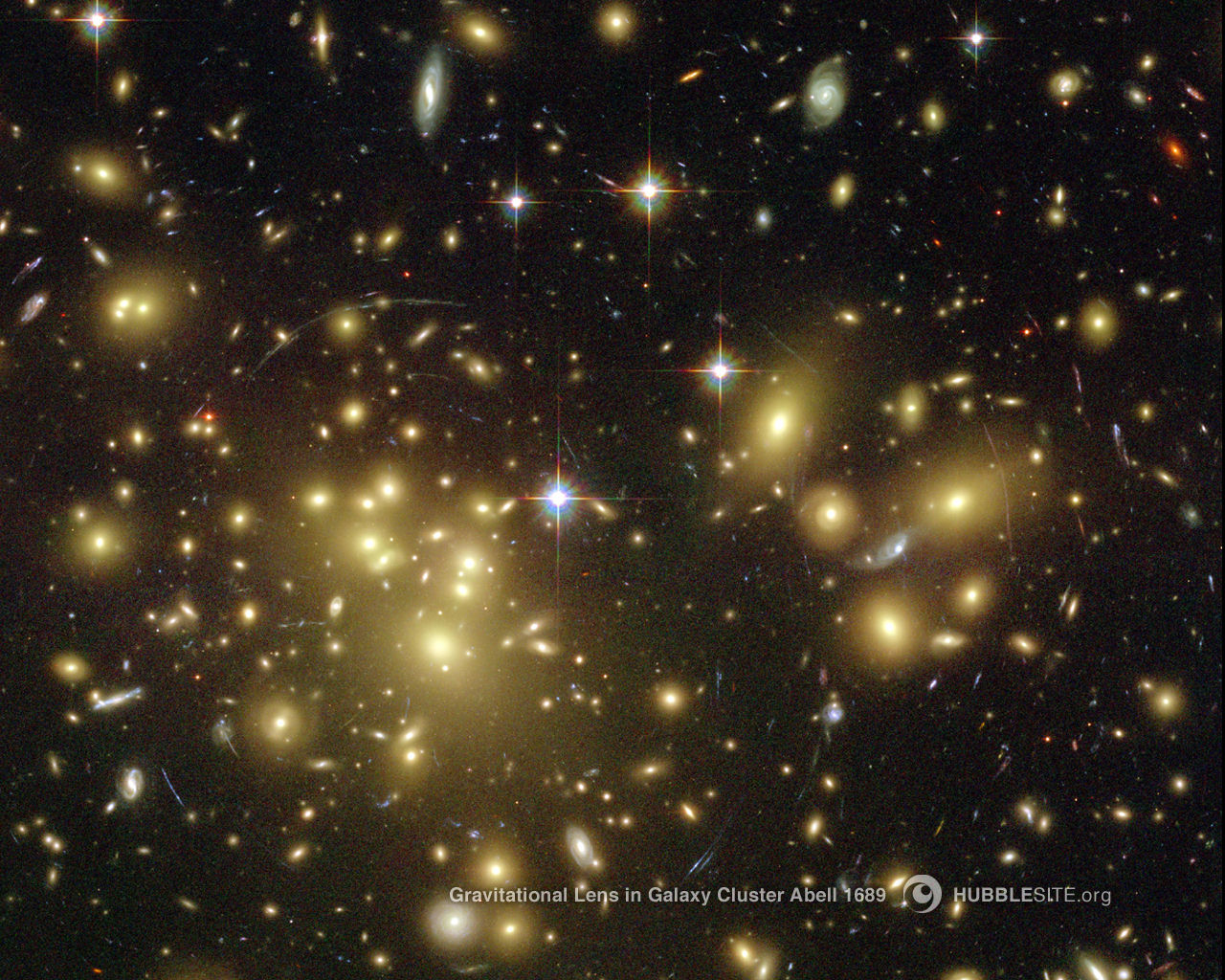
宇宙の大規模構造。銀河団。SDSSなどの研究から銀河は大規模構造体を形成している事がわかった。その大規模構造は、銀河団の巨大な壁グレートウォール (The Great Wall)と銀河がほとんど存在しない 超空洞ボイド (void)が複雑に入り組んだ構造である。その形はプラズマ現象でよく見られるフィラメント構造をしている事が分かっている。

非常に複雑な形態を見せる惑星状星雲は太陽程度の質量を持つ恒星の最期の姿である。複雑な形態は重力ではなく磁場が大きな役割を果たしていることを示している。惑星状星雲もプラズマで形成されており、そこには特徴的なフィラメント構造が多く見られる。これはプラズマの自己組織化によって生み出される形であり、その内部にはビルケランド電流と呼ばれる電流が流れている。
われわれを照らし出す太陽も同様に巨大なプラズマの塊である。太陽から放出される高速のプラズマは惑星空間を通り抜けて地球に達し、オーロラ、北極光、磁気嵐、電波障害などを引き起こす。一般に真空と言われる宇宙空間だが、このようなプラズマに満ち、プラズマ・ダイナミクスが支配する空間であり、常に休みなく変化を見せている。
惑星、太陽系、銀河系、星間ガス、星雲、銀河団、彗星などなど、宇宙にあるすべての物質はプラズマの影響を受けている。その豊富にあるプラズマが宇宙の広い範囲にわたって重要な役割を果たしている。プラズマ宇宙論の創始者ハンス・アルヴェーンは次のように述べている。
「宇宙についての理論は、われわれが観測や実験で確かめた事実の延長上に打ち立てられなければならない。われわれは（ビッグバン理論のように、最初に宇宙誕生の姿を想像して、そこから現在の宇宙に進化するまでを推測して理論にするのではなく）、まず今の宇宙の姿を調べ、それを元にしてより遠い過去へ、より不明瞭な時代へと遡っていくべきである」
これは、プラズマ宇宙論の基本的な考え方がボトムアップ的であり、トップダウン的であるビッグバン理論とは対極であるといえる。プラズマ宇宙論は、厳密な意味で定常宇宙論とは大きく異なる。プラズマの特性上それは必然と言える。つまりプラズマは一つの場所にとどまるということはしない。常に反発や引き合い、衝突などを繰り返し変化し続けている。それが積み重なり大きなスケールの変化が起き始め大規模な構造を作り出すと考えられている。その大規模構造はビッグバン理論が重視する重力ではなくプラズマの中を流れる電気と、それがつくりだす磁場によって形成される。このことは、現在ビッグバン宇宙論では説明の難しいグレートウォール (The Great Wall)などの大規模構造を解明する糸口になる可能性がある。
プラズマの長さが1万光年から10万光年にも達するほど集まった場合、その中を巨大な電気が流れ出し、それが非常に大きな磁場を発生させる。次に電気と磁場の相互作用によってプラズマの形はさまざまな変化を見せる。隣接したプラズマのガスの柱どうしは引き付け合い、絡み合うことにより複雑な構造を作り出す。
現在、プラズマ宇宙論は非主流派の理論である。しかし、成熟した体系である電磁流体力学(MagnetoHydroDynamics: MHD)を基盤とし、ともに発展してきたこの理論は非常に多くの成果を収めている。太陽のプロミネンス、渦巻銀河、宇宙の大規模構造に至るまで、他にも様々なスケールの問題に関して説明をしている。これからの観測技術の向上に伴い、今後の発展が期待される分野であると言える。

## 銀河形成と回転曲線問題
銀河形成のシミュレーションに成功し、天文学最大の謎、銀河の回転曲線問題も解決。
ロスアラモス国立研究所の物理学者であったアンソニー・ペラットは、ブラックジャックVと呼ばれる当時世界最大のパルス発電機でX線放射の実験を行っていた。発生したプラズマ・フィラメントはお互いの磁場で引き寄せられ、集合したプラズマは合体して螺旋を形成し、螺旋は強力なＸ線を放ち、銀河の螺旋構造と同じだったのである。この絡み合うフィラメントの中を流れる電流は、ビルケランド電流と呼ばれ、プラズマ宇宙論では重要な役割を果たす。
かつてプラズマ宇宙論の創始者ハンネス・アルベーンの下で研究していたペラットは、この螺旋が銀河の渦巻構造を解明する手がかりとなると考えるにいたった。彼は当時最先端のプラズマ・シミュレーション・プログラム「SPLASH」を使い、プラズマの動態をシミュレーションし、多くの特徴的な銀河の渦巻が、完全に磁場の中を漂うプラズマ・フィラメントで再現できる事を発見した。
これによって銀河における大きな謎であった銀河の回転曲線問題まで、解明する事ができた。この問題は銀河が重力によって支配されていると仮定すると、中心から外側に行くにつれて渦巻きの腕の速度が遅くなるはずである。しかし実際は外側も同じ一定の速度なのである。この矛盾を解決するために多くの研究者達は苦慮し天文学の大きな謎の1つとされ、見えない物質である暗黒物質が銀河を取り囲んでいると仮定し、この問題を解こうとしてきた。
ペラットとジム・グリーンは、シミュレーションを繰り返すことによって暗黒物質を仮定せずにこの問題を解決したのである。プラズマによって支配されている銀河の渦巻きの腕は、例えると中心から伸びたバネのようなものである。このようなバネは全長にわたって同じ回転速度をもつことになる。それによってプラズマの圧縮が一定の曲線を作り出すことを示し回転曲線問題を磁場によって解決したのである。そのとき、曲線にうねりが見られたが、実際にそれは渦巻きの腕が回る際に行なうローリング運動として観測と一致したのである。
これらの実験室で作られたミニチュア銀河はプラズマの特性の一つであるスケーラビリティーによって実験室レベルから太陽、銀河そして宇宙論レベルまで時間軸などの変数をかえるだけで広げる事が出来るのである。

## 宇宙構造体の成り立ち
現在、銀河、銀河団、超銀河団などの宇宙構造体の形成に関して2つの説が考えられている。
1. 銀河が最初に生まれ、それらの重力が銀河群や銀河団を形成させる。そしてその集合体が、さらに集まり超銀河団や宇宙の大規模構造ができたという説。ボトムアップ説。銀河系→銀河団→超銀河団→宇宙の大規模構造
2. 大規模構造となる巨大なガスのかたまりが最初に生まれ、その次に超銀河団のもととなる塊が分裂する。そして徐々に銀河団から銀河群が分かれ、それが分裂し銀河になる。つまりスケールダウンしていき順に小さい構造が形成されたという説。トップダウン説。宇宙の大規模構造→超銀河団→銀河団→銀河。

プラズマ宇宙論では、2番目のトップダウン説によって宇宙の構造体の起源を説明している。
プラズマは一般に揺らぎに対して不安定であり、最初の揺らぎは微小なフィラメントもしくは、渦の形成である。これらの渦は、同じ方向に動いているほかの渦を引き寄せながら、成長していく（#フィラメント構造とビルケランド電流を参照）。膨大な時間をかけて、プラズマは、より大きなフィラメント的な渦を発達させていく。エネルギーの流れは次第に大きくなって行くが、フィラメントの成長は、ほぼ1000キロメートルの特性速度によって限界付けられている。渦が大きくなるにつれて、成長速度は低下していく。渦の成長と電流の大部分を運んでいた陽子のシンクロトン放射によりエネルギーの損失は均衡し渦は成長を止める。
そのとき最大のフィラメントは直径100億光年に成長している。大きなエネルギーの流れが平衡から遠ざかるにつれて、重力的不安定性が生じる。フィラメントの、わずかな重力的収縮がその重力を増大させ、さらなる収縮を促す。このような収縮は新たなフィラメントのシステムを誘導し、収縮する物体の中心に向かって電流を引き寄せる。収縮によって生じた重力的エネルギーは部分的に電気的エネルギーに転換される。磁気のエネルギーは収縮する他の天体のプラズマと相互作用する事により、新たなフィラメント・システムを生み出し、それが増大する角運動量を分布させ、プラズマを圧縮し、より大きな重力エネルギーの解放を可能にする。
ここで、不安定性の新たなサイクルが生まれた事になる。宇宙は巨大な送電網になり重力エネルギーを電気に転換する。それが、動力を供給し、より多くの物質を圧縮して、より多くのエネルギーを解放する。
この新しい揺らぎのサイクルは、宇宙大規模構造、超銀河団、銀河団、銀河、星、などの階層を作り出す。収縮の各段階には固有の自然な限界がある。軌道速度がある幅の中に収まるような集中した天体を生みだす。それぞれの天体は順に部分に分裂する。その1つ1つは固有のフィラメント電流を持ち、それ自身の子孫を生む。重力エネルギー解放の1つのサイクルの「廃棄物」が、次のサイクルの「原料」になっているのである。

## MHDとプラズマ宇宙論

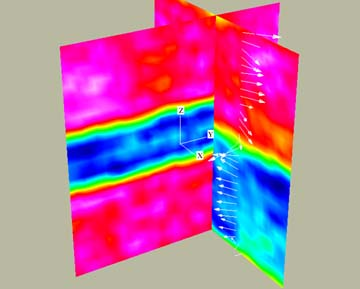
太陽風のMHDシミュレーション

MHD（電磁流体力学）とプラズマ宇宙論は切っても切れない関係にある。それはこの2つを創始したのがハンネス・アルベーン (Hannes Olof Alfvén)であり、ともに発展してきたことからも明らかである。1970年に彼がMHDの発見とその周辺研究の業績が認められてノーベル賞を受賞したとき、宇宙におけるプラズマの重要性は認められており、宇宙、天文関係の学者にMHD理論は急速に広まっていき、確かな地位を確立した。
しかし、それ以前の彼がプラズマの研究を宇宙に応用しはじめた当初は、宇宙でのプラズマ、磁場、電流の重要性は認められていなかった。
その特性はプラズマのスケーラビリティである。電気抵抗、速度、エネルギーなどの重要な変数は、規模の大きさによらず変化しないというものである。その他の時間などの変数はサイズに伴い変化していく。つまり、ある現象が100万分の1に縮小した場合その進行は100万倍速くなる。このことは、オーロラの数時間の変化から、プロミネンスの数日間の変化、そして数十億年も続く銀河の変化に至るまで、宇宙の壮大な過程は100万分の1秒ほどの放電によって実験室内でモデル化できる事を示している。天文学的現象の密度も実験室の比率にスケールダウンすると通常の気体の密度になるのである。このことは、実際に実験で検証できると言う意味において、とても重要である。現在主流派の重力によって支配されている宇宙論ではこのような検証はまず不可能である。
こういった事実によりプラズマ宇宙論は実験室での研究と、宇宙の観測を組み合わせることにより発展してきた。この実証的方法論とMHDに立脚したプラズマ宇宙論は、多くの電磁的な現象が宇宙を支配している事が明らかになっていくにつれて、宇宙の分野において重要な地位を占めるに至ったのである。

## フィラメント構造とビルケランド電流

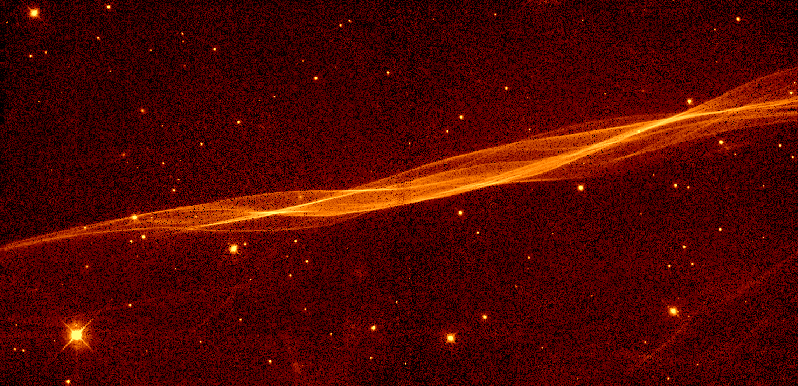
巨大な送電線。明確に撮影された宇宙のフィラメント。これは白鳥座ループの超新星残余をクローズアップしたものである。秒速約170kmで画像上方向に動いている巨大な衝撃前線の一部分である。宇宙にはこのようなフィラメント構造が多く存在し、その内部にはビルケランド電流と呼ばれる電流が走っている。大規模構造、銀河系、太陽系、太陽フレア、オーロラなど宇宙のあらゆるスケールで確認されている。

上記のように、宇宙には多くのフィラメント構造が存在している。このフィラメントと、その内部を流れるビルケランド電流は、太陽フレア、オーロラ、太陽系、星雲、銀河の形成、そして大規模構造などの理解にも必要なものである。プラズマ宇宙論の重要なファクターと言える。
その形成過程は非常に単純である。まず、「ピンチ効果 (Z-pinch)」と呼ばれる現象がこの形を作り出す。直線的な電流がプラズマの中を通るとき、そのまわりに円筒状の磁場が生じる。これが同じ方向を流れている他の電流を引き寄せるのである。このようにして小さな電流の糸は互いに引き寄せ合う（ピンチ）傾向がある。その際に周囲のプラズマを引き寄せる効果が働き収束する。収束した糸はよじれてフィラメント状の巨大な渦巻きを生み出すのである。
このフィラメントの内部を電流が通る事が知られている。その電流はビルケランド電流と呼ばれている。このような特性のために宇宙のフィラメントは、しばしば送電網に例えられる。この送電は次第に他の送電を引き寄せ、つながり合い巨大な送電網を作りだすことによって宇宙のなかで大量の電流を運んでいる。身近な例ではオーロラもビルケランド電流によって生じている。太陽系や銀河、大規模構造などにも巨大なフィラメントがあり大量の電流が宇宙を駆け巡っている。

## 磁場による角運動量輸送 太陽系、銀河系

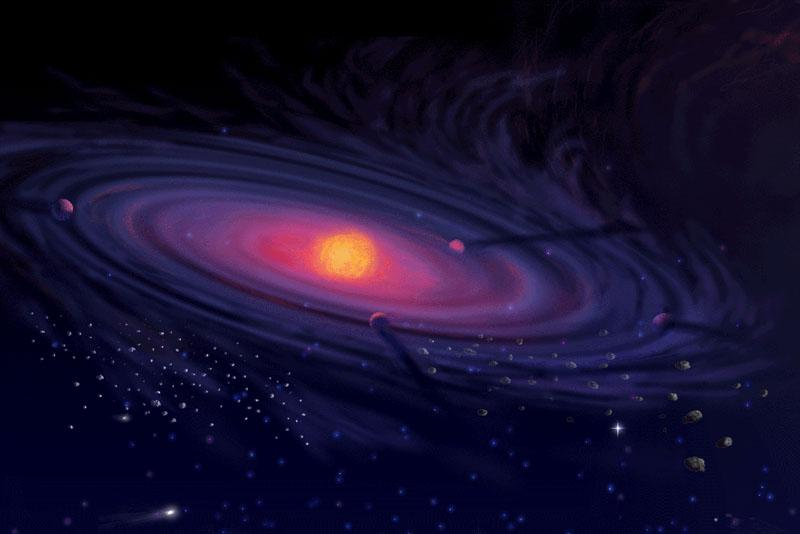
原始太陽系の想像図。惑星間には、まだ多くのガスが存在している。磁場の力は現在よりも、はるかに強かったと考えられている。

我々の太陽系には角運動量分布異常がみられる。つまり太陽が全系の角運動量を保持しているとすると、太陽は13時間で1回転していると予測できる。しかし実際はその50倍も遅く約28日かかっているのである。つまり太陽は全角運動量の2%しか持っていない事になる。一方、太陽の1000分の1の質量しかない木星は全角運動量の70%も持っている事になる。残りの27%の角運動量は、ほぼすべて土星が保持している。このことは原始太陽系星雲中で、原始太陽付近の星雲中心部から、外側へ有効な角運動量輸送プロセスが行われた可能性を示唆している。これは(外側ほど遅く)差動回転する磁気流体には必ず生じる不安定性であり、磁場による角運動量輸送が原因で発生する。この現象は、どんなに磁場が弱くても起こる事がわかっている。
現在では太陽と惑星間に強い結びつきはないが惑星が凝縮する以前は、惑星の物質はガス状であり、太陽の周りにプラズマ状のガスが渦巻いていた。その時期には磁場による角運動量輸送が行われる環境が整っている。
この理論は現在では磁気回転不安定性や磁気乱流粘性、シミュレーション技術などが発展したため多くの支持を得ているが、アルヴェーンが提唱した当時は認められるにいたらなかった。しかし、後に強力な渦巻きフィラメントの存在が確証された事により、この理論は大きく飛躍し広く認められる事になった。
その後、この理論は銀河が電流によって形成されるという理論へと進んでいく足がかりとなった。銀河系は周縁部においても回転速度が低下せず、平坦な速度分布をしていることが分かっている。これは銀河の回転曲線問題として知られている。本来なら、中心部の回転速度よりも周辺部のほうが遅くなければならないのである。磁場による角運動量輸送がこの答えを解くことになる可能性がある。つまり太陽系と同様に中心からの角運動量輸送が磁場により行われたのなら、この問題も解決するのである。

## ジェット（Jet）
ジェットとは、プラズマなどの高エネルギー粒子が銀河、クエーサー、原始太陽系、恒星などから光速度の10%から99%の速度で放出される現象である。
磁場で自転している銀河には、発電機と同じ原理で電気が生じる。その銀河から生まれた大きな電流は銀河の中心へと巨大なフィラメント螺旋となり流れる。そこで向きを変えて自転軸に沿いながら流れ始める。この銀河電流はショートする事により、銀河の核へと大量のエネルギーを注ぎ出す。ここで、銀河のヒューズが飛び、銀河核に大きな電場が生まれ、電子とイオンの高エネルギージェットを回転軸に沿って放出する。
二重層（プラズマ中の帯電したギャップ）は1920年代から知られていたが、ジェットの原因となることを初めて示したのアルヴェーンとハーロフソンである。彼らは当時、太陽のプロミネンスの爆発的放出にかんして研究していた。その原因が太陽自身のフィラメント送電網によるものと結論付けた。それは爆発二重層である。つまり時間をかけてゆっくりフィラメント回路内に蓄えられたエネルギーが小さな領域から数秒で放出される。この場合、爆発を解明するためには局所的な現象と捉えるのではなく、フィラメントによって作られる宇宙的送電網を考慮し、よりグローバルな範囲で起きている現象と考える必要がある。
その二重層は銀河においても適応可能と考えられる。太陽の場合は二重層に蓄えられた磁気エネルギーが突発的に開放されるとき10の34乗エルグのエネルギーを開放する。一方、銀河回路に蓄えられているのは10の57乗エルグという非常に大きなエネルギーである。このエネルギーが開放されると加速された電子、イオン、プラズマが銀河軸に沿ってジェットとして放出される。この考えに基づくとジェットは高エネルギー粒子の流れであり銀河を取り囲む巨大な電流システムの一部であると言える。
1997年2月12日に打ち上げられた電波天文衛星「はるか (MUSES-B)」によって BL Lac天体1803+784（クェーサーのような恒星状の天体）のジェットと磁場構造が明らかになってきた。今まではジェットに直交する磁場はジェットの中に伝わる衝撃波によるものと考えられていた。しかし「はるか」の観測結果から、従来の説では説明できないことが判明した。衝撃波はジェットの局所的な現象であるため、もしジェットの衝撃波によって垂直の磁場が生じているのなら、偏波の強度は所々で変化していなければならない。しかしジェットに沿った偏波の強度変化は非常に滑らかであり、衝撃波が原因であると言う説は信憑性を失った。この結果から次の解釈が可能になった。磁力線がバネのように密にジェットに巻き付いているならば、磁場の向きはどこでもジェットの方向に対してほぼ直交する。また、このような構造はジェットを閉じ込めるにも有効である。
従来のブラックホールを中心としたモデルでは、渦巻銀河の種類はジェットを発生しないと考えられていた。だが2002年にNASAハッブル宇宙望遠鏡のアドバンスト・サーベイ・カメラで撮影された「0313-192」の渦巻銀河のジェット噴出が確認された事から、従来のブラックホールを中心としたモデルに対して疑問の声が沸いている。そのため今回の観測で標準モデルに対して新たな考えの導入が必然となった。

## モデル
プラズマ宇宙論は、天体物理学プラズマの電磁気の特性に基づく非標準宇宙論モデルである。星、そして、基本的に宇宙の全てはプラズマで満たされている。プラズマ宇宙論は、銀河構造からマイクロ波背景放射、宇宙の大規模構造など多くの事に関して説明している。この理論は主にプラズマ物理学者ハンネス・アルベーン (Hannes Olof Alfvén)によって発展して、他のアンソニー・ペラットとエリック・J・ラーナーなどによって、その後、発展。
プラズマの特性は電磁流体力学 (MHD)によってモデル化される。それの開発によって1970年ハンネス・アルベーンはノーベル賞を受賞。MHDは一般にプラズマを1とみなし、基本的に抵抗力による理想流体以外を全て扱っている。ハンネス・アルベーンは"magnetic field description"と名づけた。しかし、彼の実験の働きに基づいて、アルベーンも、「magnetic field description」を特性がより有名でないビルケランド電流（field-align流）、二重層（分離地方を満たす）、プラズマ不安定性の特定の種類とスペースプラズマの化学分離のようなプラズマに適用した。電場分布図 とこれらのより複雑な現象の一部を含んでいるMHDの延長したバージョンは、ホール-電磁気流体力学（ホール-MHDまたはHMHD）と呼ばれている。
しかし、アルベーンは自らの実験に基づいて、電流分布図をプラズマに適応した。また同様にどの特性もビルケランド電流Birkeland currents (field-align currents),double layers (charge separation regions), certain classes of plasmainstabilities,宇宙プラズマのchemical separation のようなプラズマに適応した。
プラズマ宇宙論の起源はK・ビルケランドが太陽風はイオン（すなわちプラズマ）から成ると提唱したとき、つまり1913年に始まったと考えられている。K・ビルケランドの研究はハンネス・アルベーンによって1937年に復活し、発展していくことになった。そして、アルベーンはプラズマが宇宙に広がるならば、それが銀河の磁場を生み出すための電流を運ぶことができると主張した。その後の何年にも渡って、宇宙は真空であると思われていた。アルベーンは後にanti-plasma又はambiplasmaの存在を理論づけたが、そのアイデアは支持を得られなかった。

## プラズマ
通常の低温の原子では、電子は原子核のまわりに電気的な力によって束縛されている。原子核は、その電荷の数と同数の電子をまとっているため、原子は全体として中性の状態にある。ところが、放電などによって加熱されると、電子は原子核の束縛を逃れ出ることができ、原子は原子核を中心とした正イオンと自由電子に解離する。
プラズマ (plasma)は、正の電荷をもつ粒子（イオン）と負の電荷をもつ電子が電離状態で同程度存在し、全体としてほぼ中性である気体状の粒子集団のことである。1928年にアーヴィング・ラングミュアによって命名された。固体、液体、気体に続く、物質の第4形態といわれている。
太陽圏の電流のシートは惑星間の媒体（プラズマ）である太陽の磁場の影響の良い例である。そして、1枚の電流は太陽から太陽系の外の範囲まで及んでいる。惑星間の媒体の電界の範囲のオーダーはおよそ10メートルであり、現在のシートは、太陽系（若干の1x1013m）の直径にわたっている。
2つの電荷をもった電子の間の力は、2つの電子間の重力より1040倍大きい力になる。長い間受け入れられてきたプラズマの機能の定義は、かなりの割合において中立であるということである。重力は地球だけでは我々が経験する場合、唯一の大きい力になる。それは地球では電気力は限られた範囲で有効だからである。プラズマの電界のローカルレンジは、デバイ長によって定義されて、一般的に電離層のおよそ1cm、太陽風の10mと銀河系間の10kmである。
にもかかわらず、プラズマはこれらの範囲を上回るより複雑な現象（下記参照）を引き起こすことができる。例としてビルケランド電流（例えば地球より上にオーロラを供給するもの）。それらは長く一般的に数千キロメートルであって、テラワットの力を運ぶことができる。
太陽圏電流シート（また、惑星間電流シート と呼ばれる）（太陽系を通して太陽から外へ延びる1枚のバレリーナ形の流れ）。参照DriftCurrents、正味の差が電子とイオン（また、GuidingセンターとDrifts）で動いていてある場合はいつでも、それは起こる。
アルベーンは以下のことを強調している。
1. それが満たされた分子の質量に依存する時から、引力ドリフトは化学分離が起こる原因になる可能性がある。
2. 慣性ドリフトは、運動エネルギーを電磁気エネルギーに変え、また逆に電磁気エネルギーを運動エネルギーに変える。（vice versa）
3. すべてのドリフトは電流となる（ドリフト電流）、ただし、 電場のドリフトだけはこの限りではない。それは、電荷の符合に依存しないためである。

## マイクロ波背景放射
1990年代の半ば、数人の主流の宇宙論者がプラズマ宇宙論に関心を持つようになったが、 COBEによる宇宙マイクロ波背景放射の正確な測定 (CMB)、および根本的なヘリウム存在量がビッグバン宇宙論と適合したことで、この関心は急速に弱まった。
アンソニー・ペラットとエリック・J・ラーナーが、プラズマ宇宙論がCMBと一致しているかもしれないと提唱している。ラーナーは特にプラズマ宇宙論がシンクロトロン放射によって背景放射を生み出しうることを示した。しかしこのモデルは、パワースペクトルまたはスペクトルの正確な黒体輻射スペクトル特性でCMB anisotropy peaks in the power spectrumを予測できない。特に、それは空またはこの特徴の強さの上で1 degree mode を予測できていない。

## 赤方偏移
実験室での実験でプラズマを用いた多くのローカルのredshiftingに対してはメカニズムの観測はあるが、宇宙赤方偏移を説明するのにそれらの観測結果の大部分を使用することにおける1つの問題は、光子散在なしでプラズマが行っている光子のエネルギー変化の原因になるのを説明することが難しいということである(光子の伝播の指示を変える）。いくつかの非線形の光学現象で、光子の普及の方向が変わらない散在の形式がある。具体的には、天体物理学アプリケーションの1つの有望な候補は前方ブリルアン散乱である。例えば、ローカリーレーザー核融合装置（locally in laser fusion devices,）で見つけることができる。入射光線の伝播の指示を変えないで、このフォームについて拡散はスペクトル線の赤方偏移を引き起こす。

## アルベーン・モデル
ノーベル賞受賞のハンネス・アルベーンのプラズマ宇宙論におけるモデルは、2つの領域に分ける事ができる。
1. 宇宙プラズマ（プラズマの上で実験から結果に基づくユニヴァースの彼の経験的な説明）
2. ambiplasma論（仮定的問題/反物質プラズマに基づく）

## アルヴェーンの宇宙プラズマ
K・ビルケランドの仕事を基にして、プラズマに関するアルヴェーンの研究は彼に電磁気流体力学（MHD）の分野の開発につながった。流体として数学的にプラズマをモデル化する。そして、彼が1970年にノーベル物理学賞を獲得した業績の分野、MHDが、すぐに受け入れられて、多くの宇宙の現象を記述するために、天体物理学者と天文学者によって使われている。しかし、アルヴェーンは、プラズマの多くの特徴が宇宙プラズマでより重要な役割を演ずるのを感じた。それは以下のことである：
- 実験室プラズマの特性を宇宙プラズマに適用することができるプラズマのスケーラビリティ。
- 空間に電気回路を形成し、エネルギーを保存して、1つの領域から別の領域までエネルギーを輸送するビルケランド電流。
- プラズマ二重層、また、イオンを相対性理論の速度まで加速する電荷分離領域、および生産物放射光。
- プラズマケーブル（磁気ロープ）を生産するベネットピンチ（Z-ピンチ）のような不安定性。
- 太陽圏、または地球のプラズマ圏などのプラズマの気泡構造(プラズマのある特性はそれで空間で球体の、または、低下を引き裂いている形成領域を形成する傾向がある)。

## 歴史
宇宙がプラズマで満ちている事を、歴史上初めて予測したのは、ノルウェー人の物理学者にして探検家のK・ビルケランドである。1913年に彼は次のように書き残している。「宇宙の全体がすべての種類の電子と帯電したイオンで満たされていると仮定する事は、われわれの観点からすれば自然な結果である。われわれは、星は進化のそれぞれの段階でプラズマを宇宙に放出すると仮定した。太陽系や星雲以外の真空の宇宙空間でプラズマが見つかると考えるのは不思議な事ではない。」（参照 "Polar Magnetic Phenomena and Terrella Experiments" in The Norwegian Aurora Polaris Expedition 1902-1903 (publ. 1913, p.720)

## プラズマ宇宙論の発展に寄与した、天文学者と物理学者
- ハンス・アルヴェーン (Hannes Olof Alfvén)

ビルケランドとともにプラズマ宇宙論を創始し、 実験プラズマ物理学の先駆者となった。また実験室での研究を基礎としたプラズマ物理学のパイオニア。MHDにおける基礎研究と周辺分野の研究によりノーベル賞を受賞した。プラズマ物理学の分野で唯一の受賞である。
- ホルトン・アープ (Halton Arp)

変則的な赤方偏移に関する研究で有名な天文学者。「Quasars, Redshifts and Controversies」
- K・ビルケランド (Kristian Birkeland)

極電流オーロラ電流が、地球磁場線に沿って流れるフィラメント(現在、「ビルケランド電流」と呼ばれる)のシステムに関連していて、極領域から離れていると示唆した。また、宇宙空間が真空でないと示唆し、代わりにプラズマで満たされていると主張した。現在のオーロラの理解に直接つながる「実験室天体物理学」テクニックを開拓し研究室内で人工のオーロラ再現にはじめて成功する。ノルウェーの紙幣200クローネ札の肖像になっている。
- エリック・J・ラーナー (Eric J Lerner)

narrowフィラメントでの吸収とともに 銀河間物質も宇宙背景放射の強力な吸収体であることを主張するには クエーサーがブラックホールに関連するものではなく、むしろ磁気による 自己圧縮過程（プラズマフォーカスで起こっている現象に類似している） により生じていることを前提とする。「ビッグバンはなかった」の著者。
- アンソニー・ペラット (Anthony Peratt)

重力に伴うビルケランド電流を使用することで銀河の形成のコンピューター・シミュレーションを開発した。アルベーンとともにプラズマ宇宙論国際会議を組織化した。
- ニコラ・テスラ

回転磁界モデルを開発した。
- ゲリット・L・バーシュウァ

電波天文学者、作家、「Interstellar matters」 「essays on curiosity and astronomical discovery」「Cosmic catastrophes」

## 関連書籍
- H. Alfvén, Worlds-antiworlds: antimatter in cosmology, (Freeman, 1966).
- H. Alfvén, Cosmic Plasma (Reidel, 1981) ISBN 9027711518
- E. J. Lerner, The Big Bang Never Happened, (Vintage, 1992) ISBN 067974049X
- A. L. Peratt, Physics of the Plasma Universe, (Springer, 1992) ISBN 0387975756